# Aminata Sow Fall
Aminata Sow Fall (Saint-Louis, 27 aprile 1941) è una scrittrice senegalese.

## Biografia
Ha frequentato il liceo Faidherbe di Saint-Louis, completando i suoi studi superiori al liceo Van Vollenhoven – l'attuale liceo Lamine Guèye – di Dakar. Ha in seguito conseguito una laurea in lettere moderne in Francia.
Nel 1963, dopo essersi sposata, rientra in Senegal. Qui si dedica all'insegnamento, e in seguito entra a far parte di una Commissione nazionale per la riforma dell'insegnamento della lingua francese.
Dal 1979 al 1988 si occupa di letteratura e di proprietà intellettuale per il Ministero della Cultura, e del Centre d'Etudes et de Civilisations. È stata tra i fondatori della casa editrice Khoudia, del Centre africain d'animation et d'échanges culturels, dell'Ufficio Africano per la Difesa delle libertà degli scrittori a Dakar, e del Centre International d'études, de recherces et de réactivation sur la littérature, les arts et la culture di Saint-Louis.
Molte università le hanno conferito una laurea honoris causa.
Al centro delle sue opere, i contrasti e i conflitti sociali derivanti dalla coesistenza di culture e valori tradizionali con quelli occidentali. Una vena ironica e le riflessioni espresse dal punto di vista dell'autore sono tra le sue principali cifre stilistiche.
Aminata Sow Fall è inoltre la madre del rapper Abass Abass.

## Opere
- Le Revenant, romanzo, 1976
- La Grève des Battus, 1979, (ed. it. Lo sciopero dei mendicanti, Argo e La solitudine di Mour che aveva due mogli, Giovane Africa Edizioni), dal quale è stato tratto un film diretto da Cheick Oumar Sissoko nel 2000
- L'Appel des arènes, 1982, dal quale è stato tratto un film diretto da Cheikh N'Diaye nel 2006 (ed. it. Il Canto dell'arena, Modu Modu 2014)
- Ex-Père de la Nation, 1987
- Le Jujubier du patriarche, 1993
- Douceurs du bercail, 1998
- Un grain de vie et d'espérance, 2002
- Festin de détresse, 2005